# Federal Reserve
Het Federal Reserve System of de Federal Reserve (informeel ook wel The Fed) is de centrale bank van de Verenigde Staten van Amerika, vergelijkbaar met de Europese Centrale Bank in Frankfurt. De Bank wordt bestuurd door de Board of Governors die door de President van de Verenigde Staten wordt benoemd. Hoewel de naam Federal Reserve anders doet vermoeden is de bank geen eigendom van de staat: de aandelen worden verplicht aangehouden door alle deelnemende banken ("members"). Alle banken met een federale banklicentie moeten lid/aandeelhouder worden, banken met een licentie van een deelstaat kunnen daarvoor kiezen als ze aan bepaalde voorwaarden voldoen. De FED houdt zich voornamelijk bezig met monetair beleid. Daarnaast houdt de bank toezicht op het binnenlands betalingsverkeer. De voorzitter van The Fed vanaf februari 2018 is Jerome Powell. Zijn voorganger was Janet Yellen.

## Oprichting

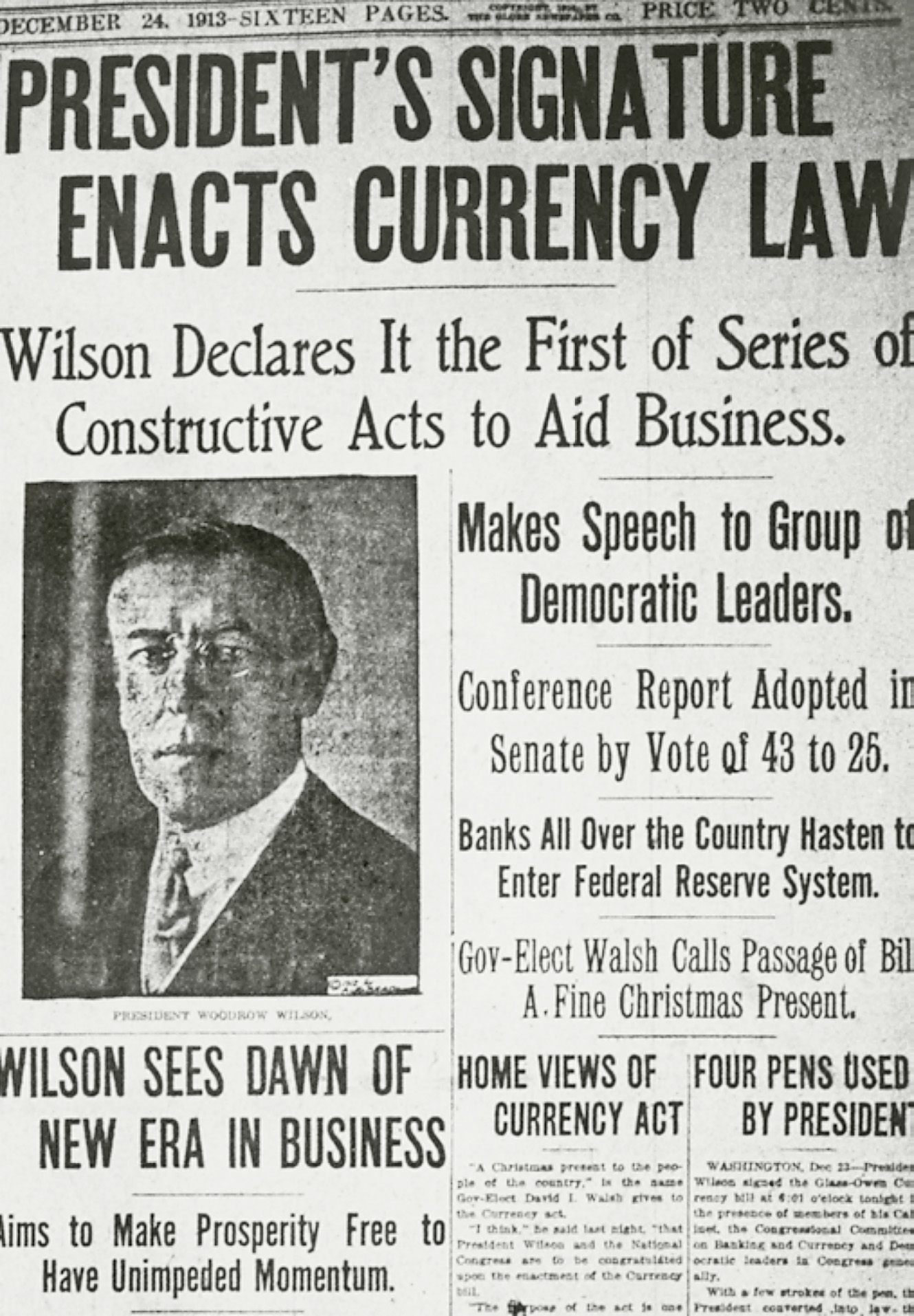
Krantenartikel waarin oprichting Federal Reserve werd aangekondigd.

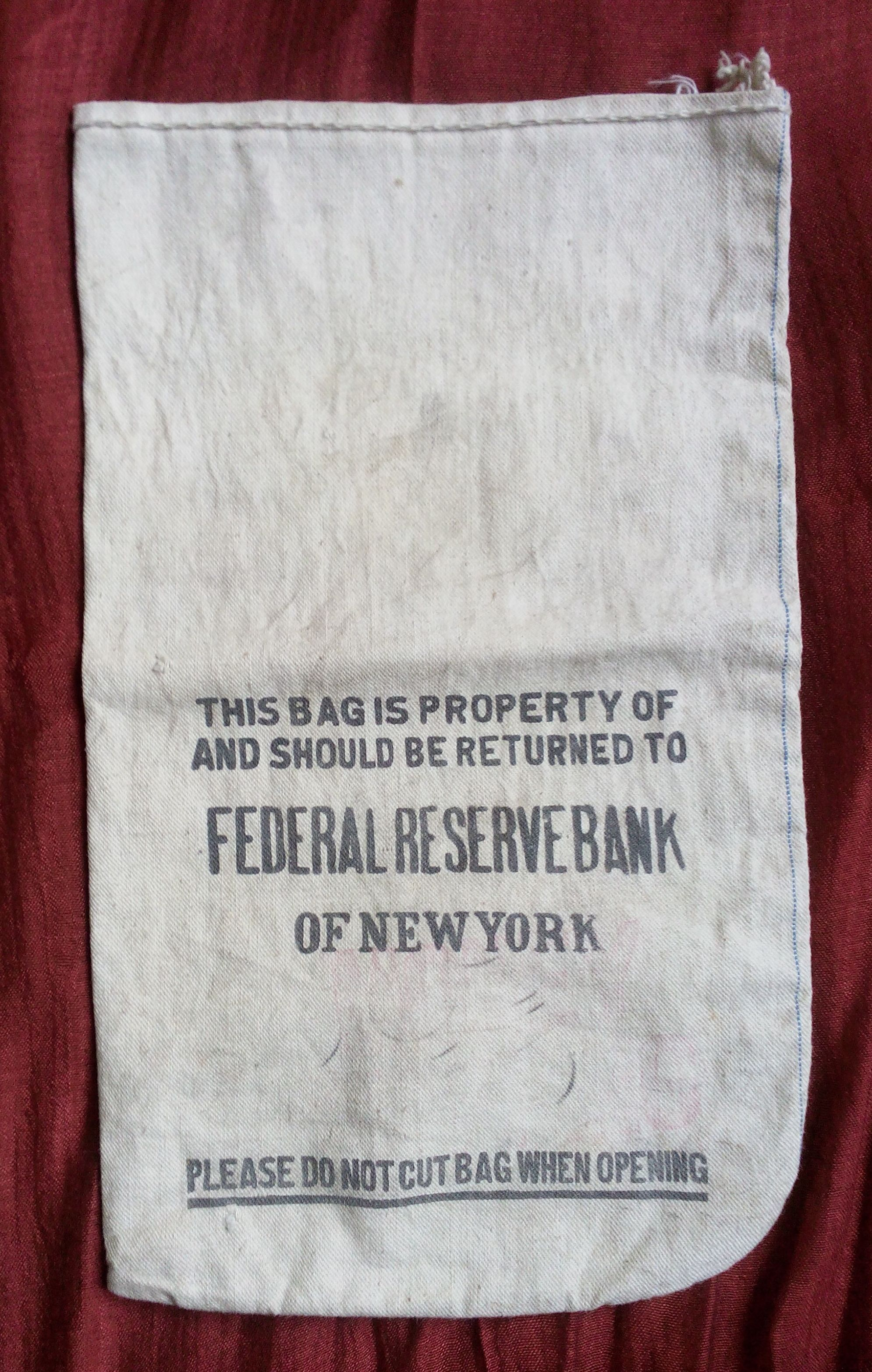
Federal Reserve Bank muntzak. Afgedrukt katoen 17x30cm.

De eerste Amerikaanse instelling met vergelijkbare verantwoordelijkheden als een centrale bank was de First Bank of the United States. President George Washington tekende op 12 februari 1791 de wet die tot de oprichting leidde na aandringen van Alexander Hamilton. Tegen deze instelling kwam veel bezwaar van onder andere Thomas Jefferson en James Madison. De bank kreeg een aandelenkapitaal van 10 miljoen dollar waarvan 20% ingebracht door de overheid en de rest door particulieren. Het kreeg een beperkte levensduur van 20 jaar en in 1811 liep de termijn af. President James Madison, aanvankelijk een tegenstander, steunde een verlenging, maar het Amerikaans congres weigerde hierin mee te gaan.
In 1816 stuurde president Madison een nieuw wetsvoorstel naar het congres om de Second Bank of the United States op te richten. De bank kreeg een vergelijkbare opzet, maar meer kapitaal. Tijdens de herverkiezingscampagne van president Andrew Jackson in 1832 was de bank een belangrijk onderwerp. De economische macht van de bank had veel vijanden gemaakt en veel zakenlui, politici en boeren zagen de bank liever verdwijnen. Jackson, ook al geen voorstander, werd herverkozen en trok het geld van de overheid uit de bank. Een poging om de bank direct op te heffen mislukte, maar in 1836 werd ook de termijn van de Second bank niet verlengd.
Vanaf 1836 waren de individuele staten bevoegd machtigingen te geven tot de uitgifte van bankbiljetten en dit leidde tot de zogenaamde State banks. De Amerikaanse Burgeroorlog veroorzaakte veel problemen voor de banken en in 1863 leidde dit tot een nationale bankwetgeving. Alleen banken die voldeden aan de nationale wettelijke eisen konden nog bankbiljetten uitgeven. De National banks namen de leidende rol van de State banks over, maar ze ontwikkelden zich niet tot centrale banken.
Tijdens de Paniek van 1907 raakte de Amerikaanse economie in een crisis. In oktober 1907 kwam er een bankrun na een aantal geruchtmakende faillissementen in de zomer van dat jaar. De ondergang van de Knickerbocker Trust Company leidde tot het faillissement van kleinere en regionale banken over heel het land. Bankier John Pierpont Morgan nam het initiatief om samen met een groep van bankiers geld in de falende banken te pompen waarmee het vertrouwen werd hersteld. De overheid wilde niet vertrouwen op particulier initiatief in een volgende crisis. Na lange onderhandelingen in het Amerikaanse Congres ondertekende president Wilson op 23 december 1913 de Federal Reserve Act. In hetzelfde jaar (1913) werd ook de Internal Revenue Service - de Amerikaanse belastingdienst - opgericht.

## Zetel en samenstelling
Het Federal Reserve System is in 1913 ingesteld na hervormingen in het bankensysteem door eerdere financiële crises. De commerciële banken wilden bescherming, structuur en hulp in de vorm van zelfregulering. President Wilson wilde dat de federale overheid zeggenschap zou krijgen in het kapitaal. Zo werd een compromis gesloten en kwam men uit op een stelsel van twaalf regionale Federal Reserve Banks, dat de banken in die regio zelf zouden besturen. Alle National banks werden verplicht lid en de andere banken werden aanbevolen zich aan te sluiten. De banken moesten 6% van hun kapitaal inbrengen in hun regionale banken, ze kregen hiermee een aandelenbelang en konden profiteren van de faciliteiten.
Deze banken kregen een rol als centrale bank, maar werden alleen niet zo genoemd. Ze deden geen direct zaken met bedrijven en particulieren, maar werkten altijd indirect via de banken. In ruil voor waardepapieren, effecten en staatsobligaties, konden banken geld lenen bij hun Federal Reserve Bank. De laatste konden ook Federal notes uitgeven waarmee in feite de geldhoeveelheid werd gestuurd.
Om eenheid in beleid te krijgen en toezicht te houden op de regionale banken werd de Federal Reserve Board opgericht. De voorzitter en de zeven andere leden van de overkoepelende Board of Governors worden benoemd door de Amerikaanse president. Om de onafhankelijkheid van de leden te waarborgen hebben deze overlappende termijnen van veertien jaar. De voorzitter kent een termijn van vier jaar. Hij of zij rapporteert aan het Congres, overlegt met de president en praat regelmatig met de minister van Financiën. De zetel van de Federal Reserve bevindt zich in Washington D.C. en heeft werknemers in dienst die uit alle staten van de Verenigde Staten van Amerika afkomstig zijn.
In grote lijnen is dit systeem sinds 1913 niet veranderd, al zijn de taken van het Federal Reserve System wel uitgebreid. Het systeem was in eerste instantie bedoeld om de periodiek terugkerende bankencrises te stoppen, maar de Grote Depressie werd niet voorkomen. In 1935 kwam er nieuwe wetgeving, waarbij het de autoriteit kreeg om de reservevereisten van banken en de margevereisten van aandelenrekeningen vast te stellen. In dat jaar werd ook de Board met een lid teruggebracht naar zeven. De Federal Open Market Committee (FOMC) werd geïntroduceerd en dit nam van de regionale banken de taak over om de geldhoeveelheid te sturen. Het bestuur van de FOMC werd gevormd door de zeven leden van de Board en vijf afgevaardigden van de 12 regionale banken. Na de Tweede Wereldoorlog was Keynesiaans beleid de norm en bemoeide de overheid zich meer met economisch beleid. Daarmee groeide ook de rol van de Federal Reserve als bankier van die overheid.

## Taak
Vanaf 1977 is de hoofdtaak van de Federal Reserve het voeren van een monetair beleid dat gunstig is voor de ontwikkeling van het lange termijn economisch potentieel van het land waarbij de werkloosheid en inflatie laag zijn.
The Board of Governors of the Federal Reserve System and the Federal Open Market Committee shall maintain long run growth of the monetary and credit aggregates commensurate with the economy's long run potential to increase production, so as to promote effectively the goals of maximum employment, stable prices, and moderate long-term interest rates— Federal Reserve Act, Section 2a
De governors en directeuren worden in de pers vaak ingedeeld als haviken (Engels: hawks) of duiven (doves). De haviken zijn zich meer bewust van het inflatierisico terwijl de duiven meer oog hebben voor de economische groei en werkgelegenheid.
De doelstellingen van de Fed van lage inflatie en werkloosheid zijn over het algemeen complementair. Een lage en stabiele inflatie leidt tot gunstige economische condities voor bedrijven en consumenten om te investeren, consumeren of te sparen hetgeen resulteert in een groeiende economie. Een toenemende economische activiteit leidt tot meer werkgelegenheid en dus lage werkloosheid. Een afwijkende periode kwam aan het licht tegen het einde van de jaren 1970 en het begin van de jaren 1980. Toen kende de Amerikaanse economie een hoge inflatie en hoge werkloosheid. Onder leiding van voorzitter Paul Volcker besloot de Fed eerst de hoge inflatie aan te pakken. De rente werd fors verhoogd wat mede leidde tot twee opeenvolgende recessies. De afnemende vraag drukte de inflatie naar een laag en stabiel niveau en daarna trad een economisch herstel op en daalde de werkloosheid.

## Activiteiten
De Federal Reserve reguleert de geldhoeveelheid. Het belangrijkste instrument hierbij is het vaststellen van de hoogte van de rente waartegen de Fed geld uitleent aan banken, de Federal funds rate. Bij een lage rente zullen banken veel geld bij de Fed willen lenen en dit vervolgens uitlenen aan hun klanten en bij een hoge rente neemt deze animo af. Het Federal Open Market Committee, dat in New York gevestigd is, neemt daarover het besluit. De zeven gouverneurs en vijf regionale presidenten, roulerend op jaarbasis, komen iedere maand bij elkaar in een niet-openbare vergadering om de grenzen van de groei van de geldhoeveelheid te bepalen. Ter voorbereiding wordt een Beige Book gemaakt waarin allerlei kerngegevens zijn te vinden die helpen bij de besluitvorming. De notulen van de vergadering worden na enkele weken openbaar gemaakt. Verder schrijft de centrale bank voor de hoeveelheid reserves die de banken moeten aanhouden ter dekking van hun activiteiten.
Daarnaast geeft de Fed het papiergeld van de Verenigde Staten uit, hoewel het ondertekend wordt door het hoofd van de US Treasury van het Ministerie van Financiën en gedrukt door het Bureau of Engraving and Printing. De Fed leent ook geld uit aan de federale overheid door staatsobligaties te kopen.
Sinds het uitbreken van de kredietcrisis is het instrumentarium van de Fed sterk uitgebreid. De traditionele methoden om de economie te sturen, zoals veranderingen van de officiële rentetarieven, werkten onvoldoende. Er kwamen nieuwe instrumenten waaronder kwantitatieve versoepeling. Op grote schaal kocht de Fed staatsobligaties en ook hypotheken van Fannie Mae en Freddie Mac. De verkopende banken kregen hiermee weer geld in handen dat weer geleend kon worden aan bedrijven waarmee de economie een impuls kreeg.
Na het uitbreken van de coronapandemie kwam de Fed weer in actie om de economie te steunen. De rente werd tweemaal verlaagd en er volgden weer uitgebreide aankopen van staatsobligaties en hypotheken. Geld- en kapitaalmarkten werden verstoord en de kredietverlening aan bedrijven en particulieren stokte. De Fed maakte gebruik van de bevoegdheden en instrumenten ontwikkeld tijdens de kredietcrisis. Verder maakt het gebruikt van noodleningsbevoegdheden die alleen beschikbaar zijn in zeer ongebruikelijke omstandigheden. Deze maatregelen hebben er toe geleid dat de balans van de Fed sinds het begin van 2020 explosief is gegroeid.

### Resultaten
De kwantitatieve versoepeling heeft ertoe geleid dat de balans van de Fed is vervijfvoudigd tussen 2007 en 2015. De gekochte obligaties en hypotheken komen op de debetzijde van de balans te staan onder het kopje System Open Market Account (SOMA). In 2007 was dit nog zo’n 800 miljard dollar, maar in 2015 bereikte dit een piek van US$ 4500 miljard. De economische situatie was toen verbeterd zodat de Fed de inkoop staakte en een paar jaar later een voorzichtig begin maakte met de verkoop van deze obligaties waardoor het SOMA-saldo licht is gedaald. Door het uitbreken van de coronapandemie heeft de Fed de koop van waardepapieren herstart.
Het zijn vooral staatsobligaties die de Fed in zijn bezit heeft. Hiervoor bestaat een oude afspraak dat alle rente die de Fed ontvangt op deze staatsschulden weer wordt teruggegeven aan het Amerikaanse ministerie van Financiën. In 2024 was dit zo’n US$ 79 miljard. De kleine winst die na deze uitkering resteert wordt aan de reserves van de bank toegevoegd.
| Jaar | Balanstotaal | waarvan SOMA | Afdracht aan Treasury |
| ---- | ------------ | ------------ | --------------------- |
| 2007 | 915          | 839          | 35                    |
| 2010 | 2428         | 2251         | 79                    |
| 2015 | 4485         | 4461         | 117                   |
| 2016 | 4453         | 4430         | 91                    |
| 2017 | 4450         | 4426         | 81                    |
| 2018 | 4058         | 4036         | 65                    |
| 2019 | 4174         | 4152         | 55                    |
| 2020 | 7358         | 7139         | 87                    |
| 2021 | 8756         | 8660         | 109                   |
| 2022 | 8569         | 8483         | 55                    |
| 2023 | 7836         | 7524         | 116                   |
| 2024 | 7069         | 6801         | 79                    |

## De twaalf regionale banken

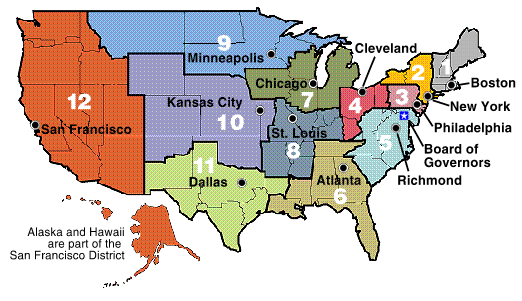
Federal Reserve Districts: de twaalf regionale Federal Reserve Banks (niet te verwarren met de "member banks"), die ingesteld zijn door het Congres

De Federal Reserve Districts staan hieronder samen met het corresponderende letter en nummer. Deze worden gebruikt op Federal Reserve Notes om de betreffende bank te identificeren.
Federal Reserve Bank of Boston A 1
Federal Reserve Bank of New York B 2
Federal Reserve Bank of Philadelphia C 3
Federal Reserve Bank of Cleveland D 4
Federal Reserve Bank of Richmond E 5
Federal Reserve Bank of Atlanta F 6
Federal Reserve Bank of Chicago G 7
Federal Reserve Bank of St Louis H 8
Federal Reserve Bank of Minneapolis I 9
Federal Reserve Bank of Kansas City J 10
Federal Reserve Bank of Dallas K 11
Federal Reserve Bank of San Francisco L 12